# Gnophomyia latilobata
Gnophomyia latilobata is een tweevleugelige uit de familie steltmuggen (Limoniidae). De soort komt voor in het Neotropisch gebied.